# Bartolomeo Marini
Bartolomeo Marini (16. nebo 17. května 1821 Malosco – 12. září 1900 Sankt Michael) byl rakouský římskokatolický duchovní a politik italské národnosti z Tyrolska (respektive z Jižního Tyrolska), na konci 19. století poslanec Říšské rady.

## Biografie
21. prosince 1844 byl vysvěcen na kněze. V 70. letech 19. století působil jako ředitel gymnázia v Trentu, pak v Roveretu. Zasedal na Tyrolském zemském sněmu.
Byl i poslancem Říšské rady (celostátního parlamentu Předlitavska), kam usedl ve volbách roku 1891 za kurii venkovských obcí v Tyrolsku, obvod Cles, Fondo atd. Ve volebním období 1891–1897 se uvádí jako Bartholomäus Marini, penzionovaný ředitel gymnázia, bytem Sankt Michael.
V roce 1891 byl řazen mezi členy konzervativního Hohenwartova klubu. Podle údajů z prosince 1893 byl na Říšské radě nezařazeným poslancem.
Zemřel v září 1900.